# Krüden
Krüden là một đô thị thuộc huyện Stendal, bang Sachsen-Anhalt, Đức. Đô thị Krüden có diện tích 29,36 km², dân số thời điểm ngày 31 tháng 12 năm 2006 là 696 người.

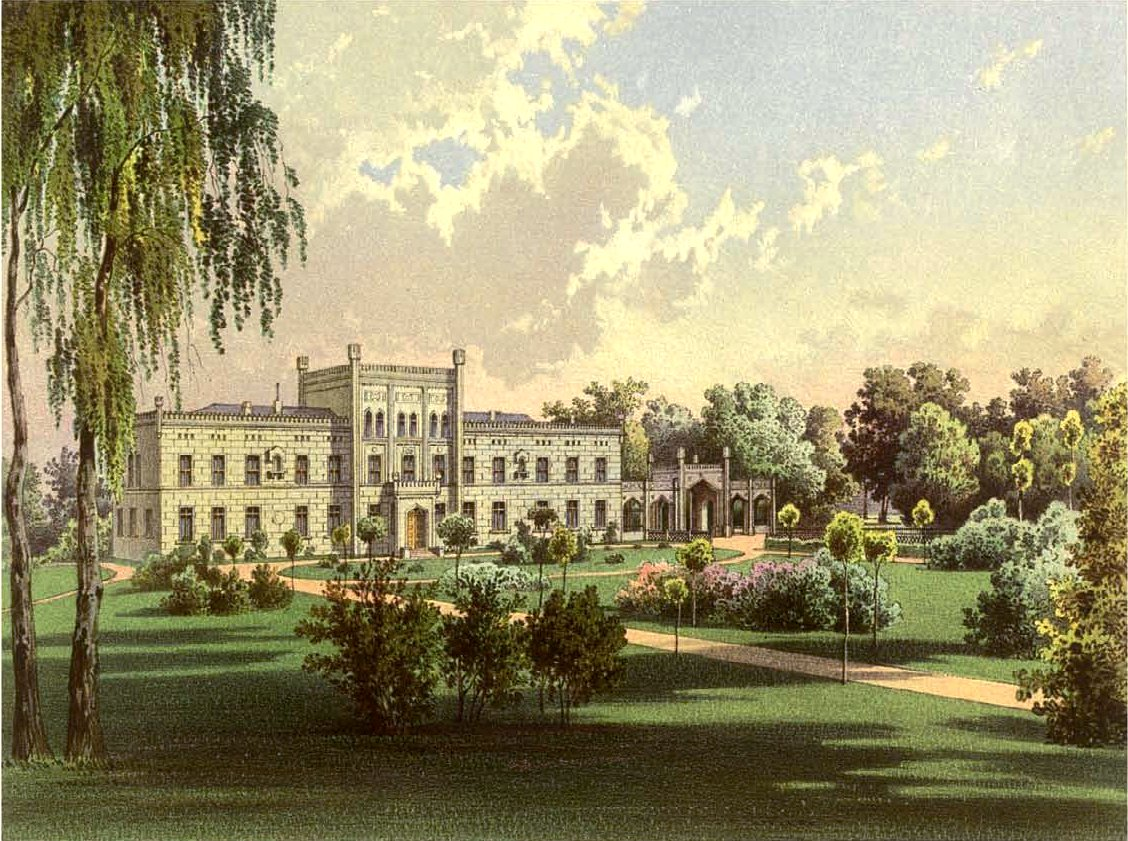
Palace Krüden, around 1860, Edition by Alexander Duncker